# Jatinegoro
Jatinegoro is een bestuurslaag in het regentschap Kebumen van de provincie Midden-Java, Indonesië. Jatinegoro telt 4695 inwoners (volkstelling 2010).